# Jacques Paul Migne
Jacques Paul Migne (Saint-Flour, 25 ottobre 1800 – Parigi, 24 ottobre 1875) è stato un bibliografo, presbitero e editore francese, noto soprattutto per aver curato la realizzazione della Patrologia Latina e della Patrologia Graeca, raccolte degli scritti dei Padri della Chiesa.

## Biografia

### Inizi
Nato a Saint-Flour, nel Cantal, da una famiglia di agiati commercianti, studiò teologia a Orléans e fu ordinato sacerdote nel 1824. Due anni dopo fu incaricato della conduzione della parrocchia di Puiseaux, nella diocesi di Orléans, ma le sue tendenze di cattolico intransigente e realista si scontrarono con l'avvento dei nuovi tempi, simboleggiati dal "re cittadino" Luigi Filippo e dalla bandiera tricolore in sostituzione dei gigli d'oro dei Borboni di Francia. Nel 1833, in urto con il suo vescovo Jean Brumault de Beauregard per aver scritto il pamphlet De la liberté, par un prêtre, si recò a Parigi, dove, il 3 novembre 1833, cominciò le pubblicazioni del giornale L'Univers Religieux, che intendeva mantenere libero da condizionamenti politici. Il giornale raccolse rapidamente 1800 abbonati, e fu diretto dal Migne per tre anni; successivamente, sotto la direzione del condirettore Louis Veuillot, divenne l'organo dell'ultramontanismo, con il titolo L'Univers.

### Le grandi opere
Il Migne era consapevole del potere della stampa e del valore assoluto della nuda informazione, ma estesamente distribuita. Nel 1836 fondò una grande casa editrice, l'Imprimerie Catholique, al Petit Montrouge, una località situata attualmente nel XIV arrondissement di Parigi. Apparvero in rapida successione numerose grandi opere che permettevano una grande diffusione, e a prezzi molto contenuti, di testi in lingua originale con traduzione su argomenti di teologia e di erudizione religiosa per il basso clero. Le più note di queste pubblicazioni sono:
- Scripturae Sacrae cursus completus ("Corso completo di Sacra Scrittura"), 28 volumi, 1840-1845. L'opera riunisce un gran numero di commentari su ognuno dei libri della Bibbia;
- Theologiae cursus ("Corso di teologia"), 28 volumi, 1840-1845;
- Patrologiae cursus completus ("Corso completo di patrologia"): raccolta di testi latini in 221 volumi, 1844-1845; raccolta di testi greci, prima pubblicati in latino in 85 volumi, 1856-1857, poi pubblicati in greco con la traduzione latina in 165 volumi, 1857;
- Encyclopédie théologique ("Enciclopedia teologica"), 171 volumi, 1844-1866;
- Collection des auteurs sacrés ("Raccolta degli autori sacri"), 100 volumi, 1846-1848.

Anche se di soggetto diverso, a dispetto del suo titolo, fra le sue grandi opere va annoverata anche l'Encyclopédie théologique ou Série de dictionnaires sur toutes les parties de la science religieuse, del 1832, che raccoglie i più autorevoli dizionari di scienze profane, come il dizionario di numismatica.
Morì nel 1875 e venne sepolto nel Cimitero di Montrouge.